# Маленький принц (мультсериал)
Маленький принц (The Little Prince) — 2010 стереоскопический компьютерно-анимационный детский телесериал, вдохновленный одноимённым романом Антуана де Сент-Экзюпери, который начал транслироваться в конце 2010 года. Сериал был создан Method Animation и Saint-Exupéry-d'Agay Estate Production, в совместном производстве с LPPTV, Sony Pictures Home Entertainment, Fabrique d'Images, DQ Entertainment и ARD, в сотрудничестве с France Télévisions, WDR, Rai Fiction, Télévision Suisse Romande и спутниковым оператором SES S.A.
Он был спродюсирован Атоном Сумашем, Алексом Вонарбом, Дмитрием Рассамом и Седриком Пилотом, совместно спродюсирован Жаном-Мари Мюсиком, Кристин Парисс и Тапаасом Чакраварти и разработан для телевидения Матье Делапортом и Александром де ла Пательером с Роменом Ван Леймтом. Созданием и адаптацией главного героя занимался Бертран Катиньоль, под художественным руководством Габриэль Виллате и Пьер-Ален Шартье. Авторским надзором за раскадровкой занимались Аугусто Зановелло и Жан Шарль Андре, а сценарием — Кристель Гоннерд. Оригинальная партитура для сериала была написана, оркестрована и аранжирована Фредериком Талгорном и исполнена WDR Rundfunkorchester Köln.
Сериал транслировался на более чем 150 рынках по всему миру. Он был распространен в виде 36 мини-фильмов, каждый из которых охватывает отдельную сюжетную линию, а также 78 получасовых эпизодов, где эти сюжетные арки разделены на несколько частей. Английская версия, созданная Ocean Productions, начала транслироваться в Канаде на TVOntario 6 ноября 2011 года. Он также начал транслироваться на Knowledge Network 8 января 2012 года. В Австралии он начал транслироваться на ABC3 19 августа 2012 года. В США сериал стартовал вместе с Primo TV 16 января 2017 года. Сериал также официально доступен онлайн, через медиа-партнеров, на YouTube.

## В ролях

### Главные герои
- Маленький принц: сокращенно в скрытых субтитрах просто как Принц.
- The Fox: сокращенно в скрытых субтитрах просто как Fox (его жена Лаура озвучивает Бирюзу в «Планете Лудокаа»).
- The Snake: The Snake поля Добсона (английский) сокращенно в скрытых субтитрах просто как Snake.
- The Rose: сокращенно в скрытых субтитрах просто как Rose.

## Премьеры в мире
| Страна         | Канал                | Первый показ    |
| -------------- | -------------------- | --------------- |
| Канада         | TVO                  | 6 ноября 2011   |
| Великобритания | BBC                  | 1 января 2011   |
| Германия       | KIKA                 | 2 октября 2011  |
| Греция         | ET1 ETP2             | 7 января 2013   |
| Израиль        | Arutz HaYeladim      | 1 января 2012   |
| Франция        | France 3             | 24 декабря 2010 |
| Италия         | Rai 3 Rai 2 Rai YoYo | 6 января 2010   |
| Дания          | TV2                  | 5 марта 2012    |
| Норвегия       | TV2                  | 5 марта 2012    |
| Швеция         | SVT                  | 5 марта 2012    |
| Финляндия      | C More Juniori       | 5 марта 2012    |
| Нидерланды     | NPO Zapp             | 7 января 2013   |
| Японский       | NHK                  | 6 января 2011   |
| Корейский      | Tooniverse           | 6 февраля 2012  |
| Россия         | СТС Карусель         | 7 марта 2012    |
| Чехия          | Minimax              | 18 мая 2012     |
| Болгария       | Minimax              | 18 мая 2012     |
| Румыния        | Minimax              | 18 мая 2012     |